# Psittacanthus microphyllus
Psittacanthus microphyllus är en tvåhjärtbladig växtart som beskrevs av Kuijt. Psittacanthus microphyllus ingår i släktet Psittacanthus och familjen Loranthaceae. Inga underarter finns listade i Catalogue of Life.